# Emil Hartmann (Reeder)

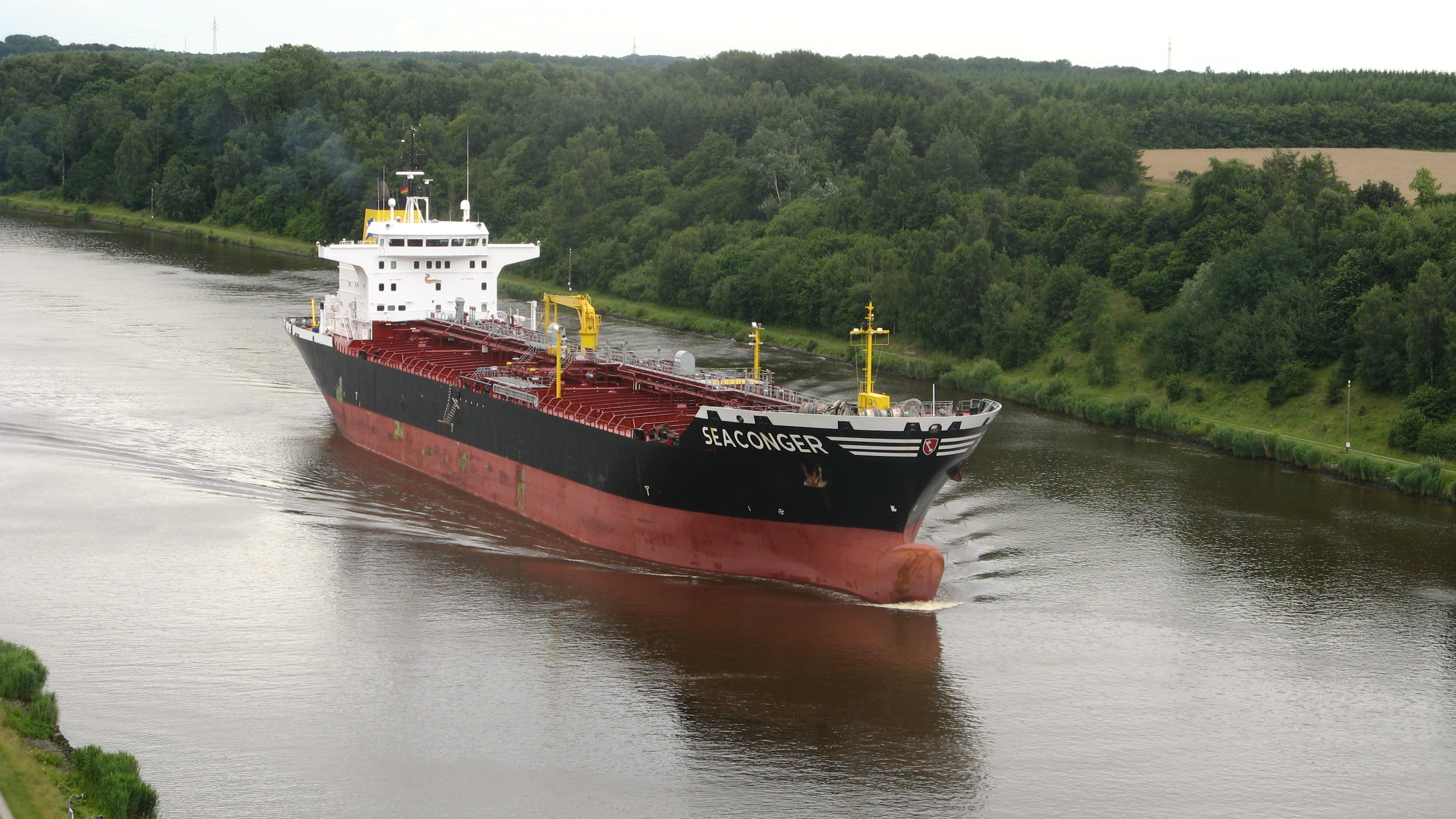
Seaconger der German Tanker Shipping im Nord-Ostsee-Kanal

Emil Hartmann (* 18. Januar 1927 in Groß-Umstadt; † 7. Oktober 2007 in Bremen) war ein deutscher Reeder. Er war Inhaber und Gründer der Reederei German Tanker Shipping mit einer der größten Tankerflotten unter deutscher Flagge.

## Biografie
Hartmann wurde als eines von fünf Kindern einer Arbeiterfamilie geboren. Nach Kriegsende und Entlassung aus der Kriegsgefangenschaft war er zunächst als Hilfsarbeiter auf dem Bau tätig. Ab 1946 holte er sein Abitur nach. Er folgte seinem Bruder Karl nach Bremen und war als Arbeiter im Hafen tätig. 1947 begann er eine Lehre als Schifffahrtskaufmann bei der Reederei Carl Büttner; 1971 wurde er dort Mitinhaber. Von 1980 bis 1985 war er Vorsitzer des Bremer Rhedervereins.
1998 gründete er die Bremer Reederei German Tanker Shipping mit heute rund 350 Mitarbeitern. Die Reederei hat heute (Stand 11. Dezember 2020) 18 modernste Doppelhüllentanker für den Öl- und Produkttransport in europäischen Gewässern, im Mittelmeer und im Golf von Mexiko im Einsatz, die von der Lindenau-Werft in Kiel-Friedrichsort gebaut wurden. Zu seinem Grundprinzip gehörte die Bestellung aller Neubauten bei deutschen Werften, der Betrieb der Schiffe unter deutscher Flagge und mit deutschen Seeleuten.
Für seinen „weltweiten Einsatz um die deutsche Seeschifffahrt und den nautischen Nachwuchs“ wurde er am 20. September 1994 mit dem Bundesverdienstkreuz am Bande geehrt. 2007 erhielt er das Kieler Prunksiegel.
Er starb 2007 nach kurzer und schwerer Krankheit mit 80 Jahren.